# Milimetr
Milimetr war ein polnisches Längenmaß und entsprach dem französischen Maß Millimeter.
- 2 Milimetr = 1 Linien = 8/9 Pariser Linie = 0,002 Meter
- 24 Milimetr = 1 Calow/Zoll
- 288 Milimetr = 1 Stopa/Fuß
- 576 Milimetr = 1 Lokiec/Elle
- 4320 Milimetr = 1 Pret/Rute